# 阿布列林·阿不列孜
阿布列林·阿不列孜（1951年11月—）维吾尔族，新疆哈密人，哈密地区中级人民法院退休干部，2016“感动中国”年度人物

## 生平
阿布列林从小就知道了焦裕禄的事迹。1968年春，阿布列林和几位同学一起赴上海，在回哈密途中专程去河南省兰考县瞻仰焦裕禄陵墓，还看望了焦裕禄的亲属并合影。1979年10月，阿布列林被调入哈密县人民检察院工作。此前从未学过法律的阿布列林白天工作，晚间坚持自学刑法学、诉讼法学。1985年，阿布列林考入新疆政法管理干部学院，获得专科学历，并获评为“三好学生”。同年，加入中国共产党。后来，阿布列林调到哈密地区中级人民法院工作。56岁时，阿布列林考入中国政法大学，退休前获得本科文凭。
阿布列林受焦裕禄精神影响很深。在担任法官期间，阿布列林办案经验丰富，依法公正廉洁办案，并积极帮助困难群众。退休后，阿布列林应其所在的哈密市伊州区西河街道惠康园社区邀请，出任社区义务法律宣讲员，从2013年3月起在社区定期为各族群众讲解法律知识，此外他还在各级机关、单位、社区、农村作法治宣讲。阿布列林先后获得全国民族团结进步模范个人、新疆维吾尔自治区先进工作者、2014年度感动新疆人物等称号。2015年12月30日，以阿布列林的事迹为原型创作的三集广播连续剧《永不褪色的照片》在哈密举办首播仪式。2017年2月8日，“2016感动中国十大年度人物颁奖盛典”在中国中央电视台综合频道播出，阿布列林·阿不列孜等10人获奖。